# Хипомедонт
Хипомедонт в древногръцката митология е брат или племенник на Адраст, участник в похода на Седемте срещу Тива. Баща е на Полидор. Античните автори подчертават неговия огромен ръст и физическа сила, които обаче не го спасяват от смъртта, която намира в Тива.